# Tirreno-Adriático 1975
La décima edición del Tirreno-Adriático se disputó entre el 12 y el 16 de marzo de 1975 con un recorrido de 816 kilómetros con salida en Santa Marinella y llegada a San Benedetto del Tronto. El ganador de la carrera fue el belga Roger de Vlaeminck del Brooklyn. Ésta sería la cuarta victoria en esta carrera de De Vlaeminck de las seis que conseguiría de forma consecutiva. 

## Etapas
| Etapa | Fecha       | Recorrido                             | km    | Ganador                         | Líder              |
| ----- | ----------- | ------------------------------------- | ----- | ------------------------------- | ------------------ |
| 1ª    | 12 de marzo | Santa Marinella - Fiuggi Alta         | 195,0 | Walter Planckaert               | Walter Planckaert  |
| 2ª A  | 13 de marzo | Frosinone - Frascati                  | 95,0  | Roger de Vlaeminck              | Walter Planckaert  |
| 2ª B  | 13 de marzo | Frascati - Monte Livata               | 84,0  | Italo Zilioli                   | Italo Zilioli      |
| 3ª    | 14 de marzo | Subiaco - Tortoreto                   | 237,0 | Patrick Sercu                   | Italo Zilioli      |
| 4ª    | 15 de marzo | Tortoreto - Civitanova Marche         | 187,0 | Roger de Vlaeminck              | Wladimiro Panizza  |
| 5ª    | 16 de marzo | S.B del Tronto - S.B del Tronto (CRI) | 18,0  | Roger de Vlaeminck Knut Knudsen | Roger de Vlaeminck |

## Clasificaciones finales

### General
| Posición | Ciclista           | Equipo           | Tiempo      |
| -------- | ------------------ | ---------------- | ----------- |
| 1        | Roger de Vlaeminck | Brooklyn         | 21h 34' 38" |
| 2        | Knut Knudsen       | Jolly Ceramica   | + 19"       |
| 3        | Wladimiro Panizza  | Brooklyn         | + 48"       |
| 4        | Francesco Moser    | Filotex          | + 1' 01"    |
| 5        | Felice Gimondi     | Bianchi          | + 1' 09"    |
| 6        | Frans Verbeeck     | Maes Pils-Watney | + 1' 15"    |
| 7        | Giancarlo Polidori | Furzi-F.T.       | + 1' 34"    |
| 8        | Enrico Paolini     | Scic             | + 2' 08"    |
| 9        | Hennie Kuiper      | Frisol           | + 2' 11"    |
| 10       | Alfredo Chinetti   | Furzi-F.T.       | + 2' 15"    |